# Bassett (Arkansas)
Bassett es un pueblo ubicado en el condado de Misisipi, Arkansas, Estados Unidos. Tiene una población estimada, a mediados de 2022, de 118 habitantes.

## Geografía
La localidad está ubicada en las coordenadas 35°32′8″N 90°7′46″O / 35.53556, -90.12944 (35.535577, -90.129434). Según la Oficina del Censo de los Estados Unidos, tiene una superficie de 0.63 km², correspondientes en su totalidad a tierra firme.

## Demografía
Según el censo de 2020, en ese momento había 124 personas residiendo en la localidad. La densidad de población era de 196.83 hab./km². El 83.87% de los habitantes eran blancos, el 7.26% eran afroamericanos, el 0.81% era asiático, el 1.61% eran de otras razas y el 6.45% eran de una mezcla de razas. Del total de la población, el 4.84% eran hispanos o latinos de cualquier raza.
Según la estimación 2017-2021 de la Oficina del Censo, alrededor del 13.6% de la población está por debajo de la línea de pobreza.